# Soestdijk
Soestdijk je sousedství v Soestu a vesnička v obci Baarn. Oba jsou součástí provincie Utrecht v Nizozemsku. Propůjčuje jméno Soestdijkskému paláci, který byl v letech 1937 až 2004 residencí princezny a později královny Juliány a prince Bernharda (oba zemřeli v roce 2004).
Většina Soestdijku je nyní součástí města Soest. Menší část bývalé vesnice, včetně paláce, je součástí obce Baarn a stále může být považována za vesničku.
Poprvé byla zmíněna v roce 1394 jako Zoesdijck a znamená „hráze poblíž Soestu“, která byla postavena v roce 1378, aby poskytovala lepší silniční přístup do Utrechtu. Palác byl postaven v roce 1674. V roce 1840 zde žilo 108 lidí. Železniční stanice Soestdijk byla otevřena v roce 1898 a nachází se ve městě Soest. Vesnička v Baarnu se dnes skládá z asi 30 domů.

## Galerie

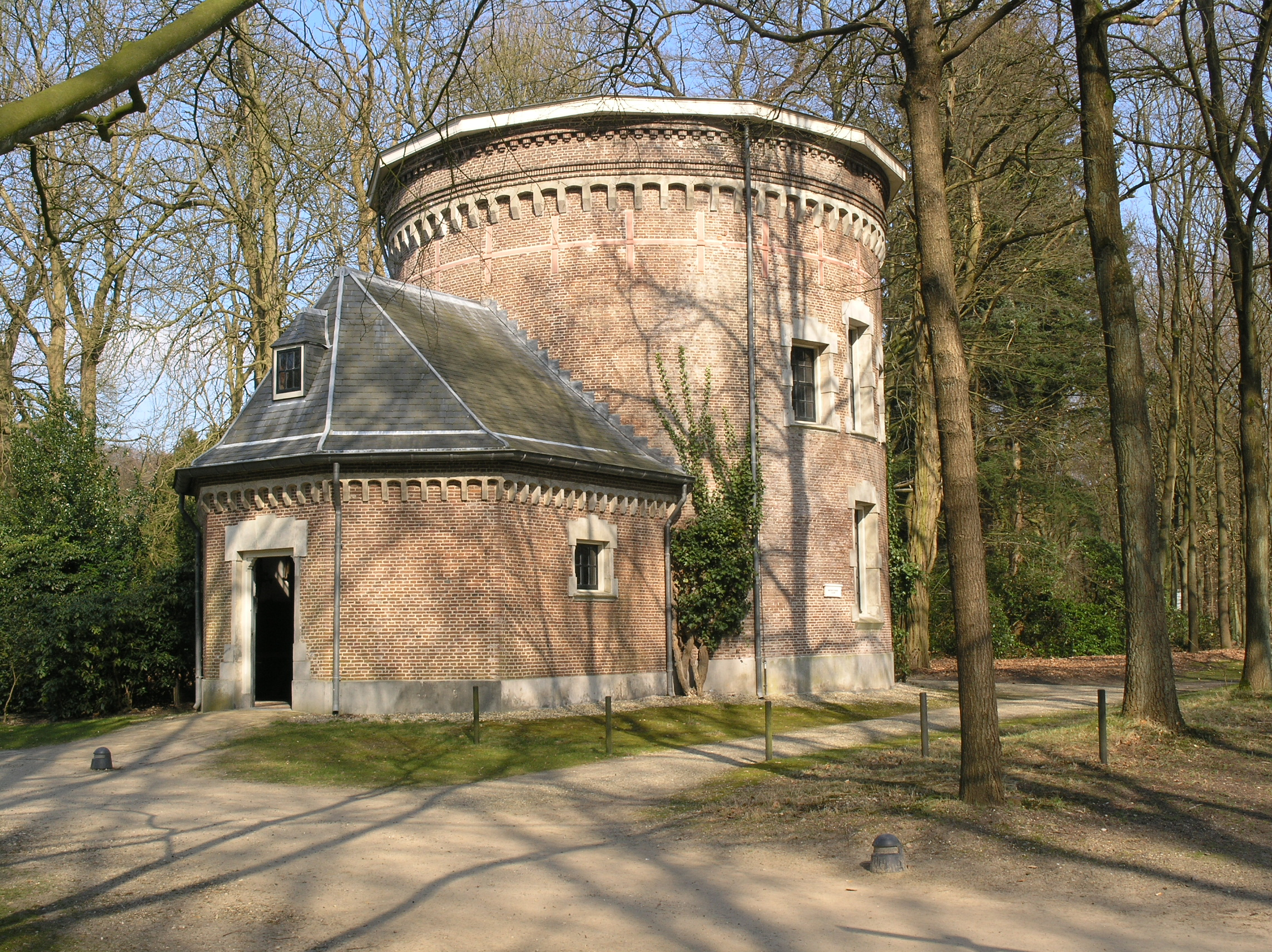
Vodárenská věž
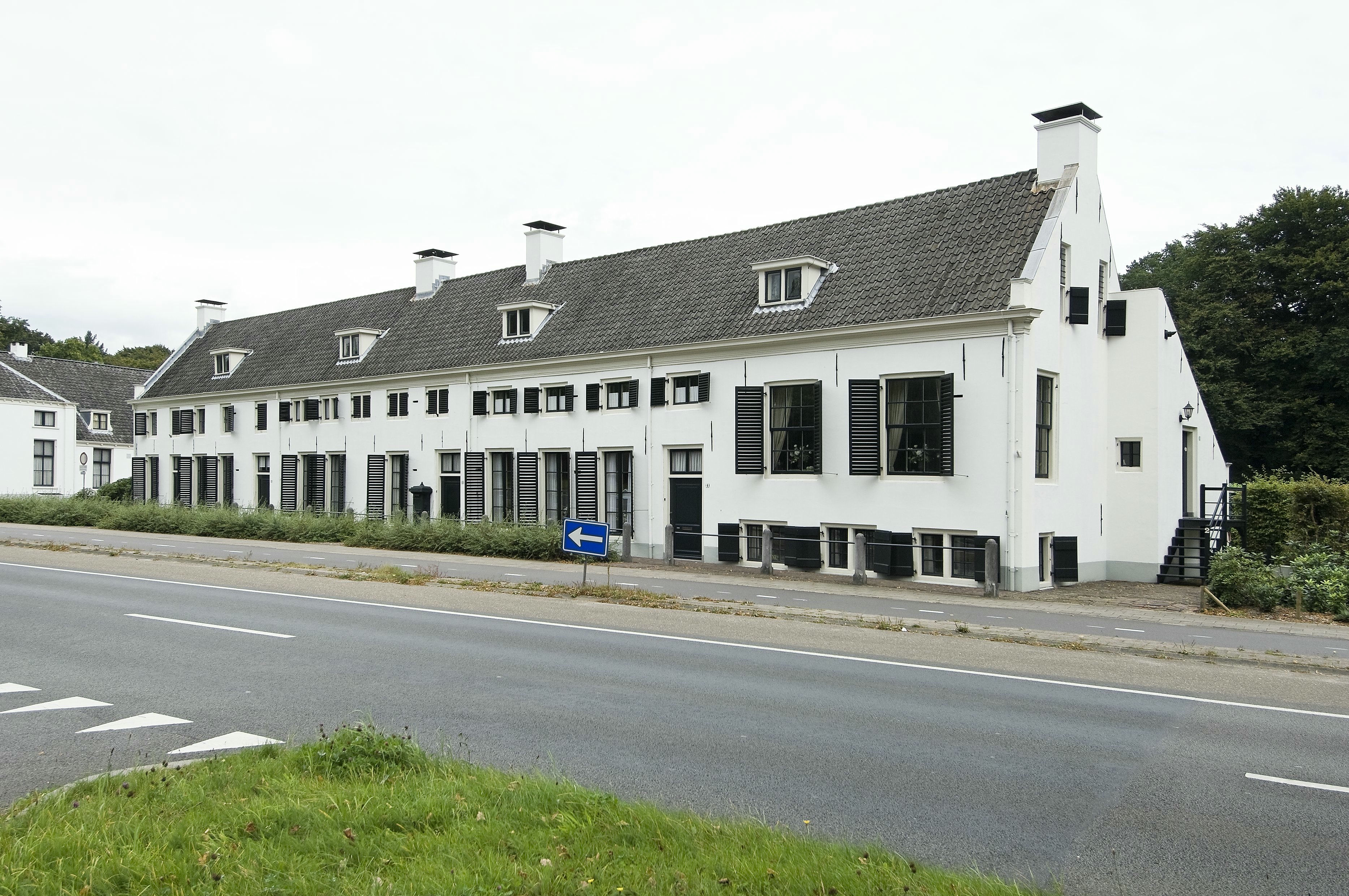
Obytné domy pro pracovníky v paláci
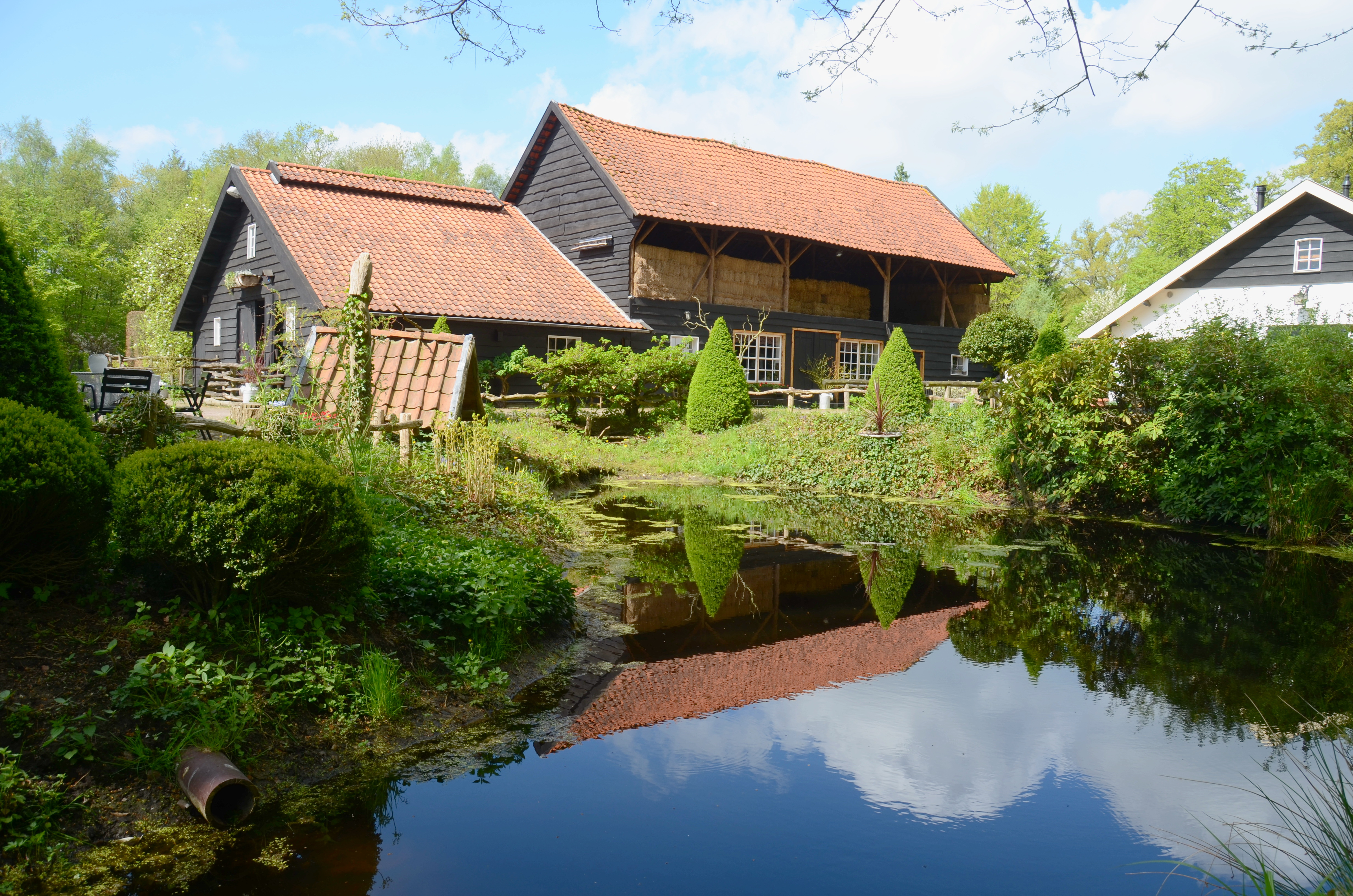
Jezdecký areál v Soestdijku
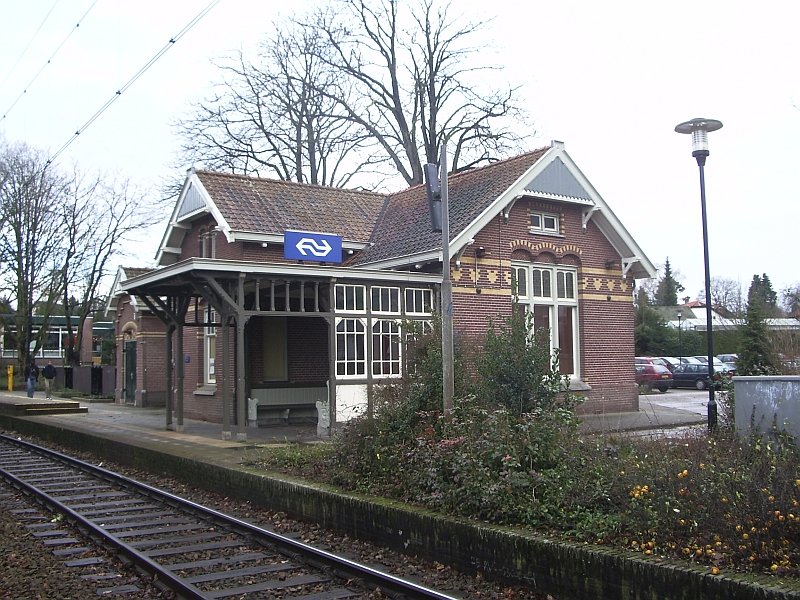
Železniční stanice Soestdijk